# 海軍風マカロニ

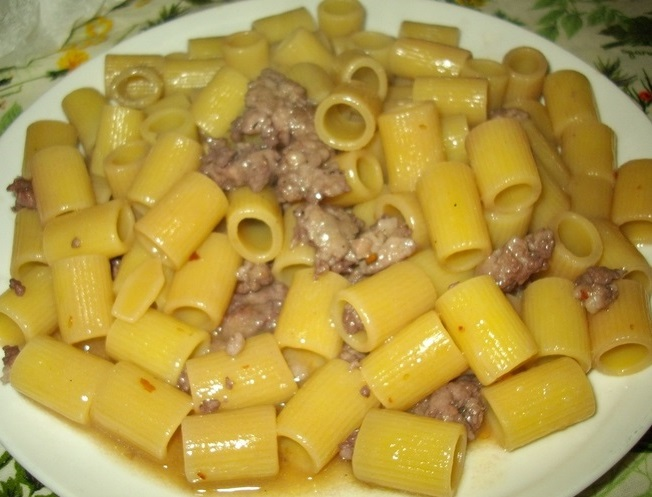
リガトーニを使った海軍風マカロニの例

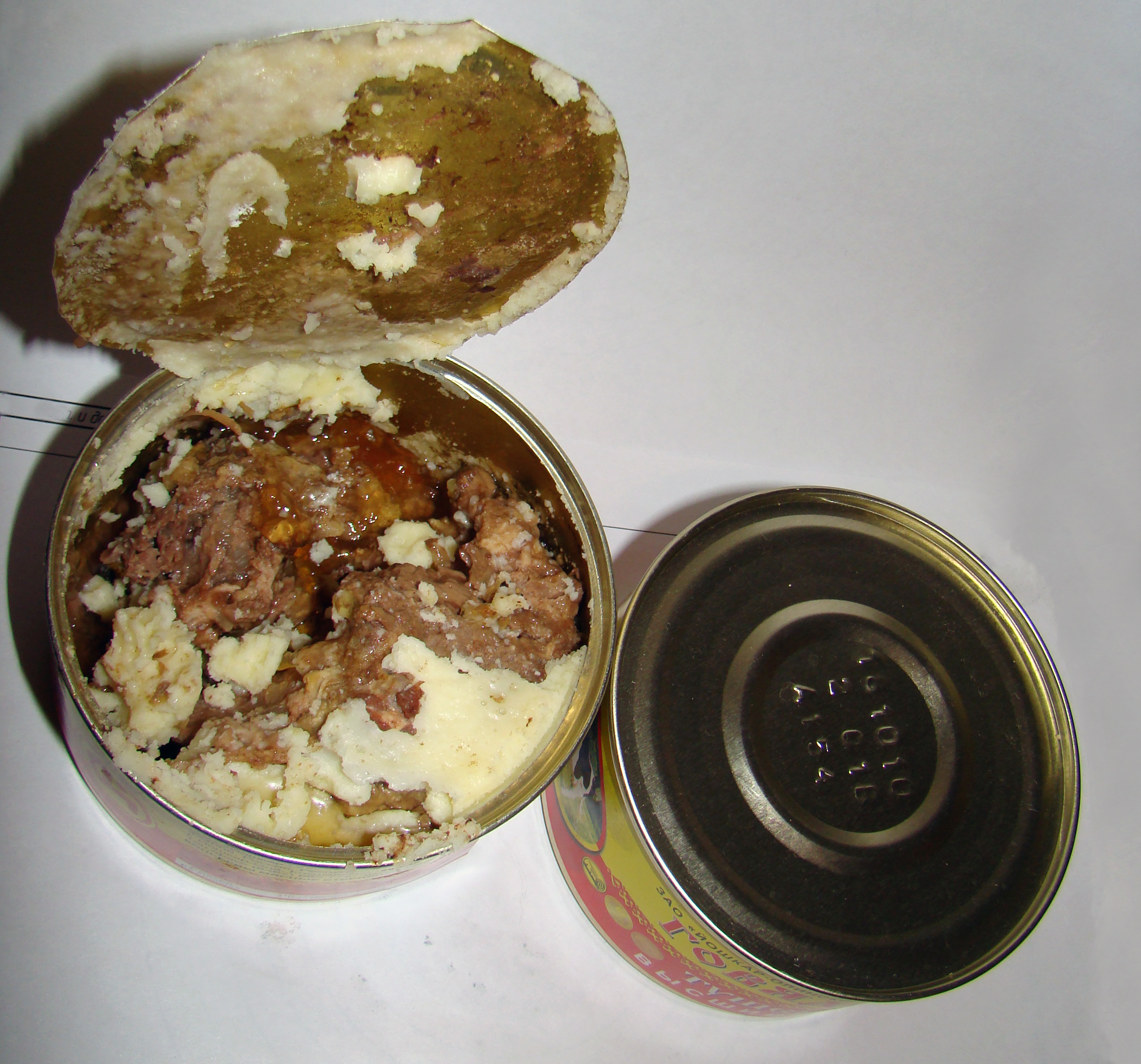
トゥシェンカ

海軍風マカロニ（かいぐんふうマカロニ）、マカロニ・ポ・フロツキ（ロシア語: Макароны по-флотски）は伝統的なソビエト連邦料理（ロシア料理）。伝統的なソビエト料理に数えることのできる唯一のマカロニ料理とされる。
マカロニを茹でて、挽肉とタマネギを炒めて混ぜた料理である。ケチャップなどを好みで付けることはあるが、ソースは用いないし、塩、胡椒以外に香辛料も使用しない。
調理時間が無い、手元に豊富な食材が無いなどの際に非常用の食事として適している。
18世紀にイタリア人の料理人からロシア帝国に伝えられたレシピを元に、調理が簡単で、調理時間が短く、安価で長持ちする食材だけで作れるといった海軍の需要を満たすように改良された料理である。挽肉の代わりにシチューにした缶詰肉トゥシェンカを使うこともある。
第二次世界大戦後の貧困時代、海軍風マカロニはソビエト連邦の人々の間で人気を博した。
挽肉ではなくコンビーフを使用したものは陸軍マカロニと呼ばれる。